# Cadwell
Cadwell és una població dels Estats Units a l'estat de Geòrgia. Segons el cens del 2000 tenia 329 habitants.

## Demografia
Segons el cens del 2000, Cadwell tenia 329 habitants, 136 habitatges, i 93 famílies. La densitat de població era de 98,5 habitants per km².
Dels 136 habitatges en un 27,2% hi vivien nens de menys de 18 anys, en un 49,3% hi vivien parelles casades, en un 16,9% dones solteres, i en un 31,6% no eren unitats familiars. En el 26,5% dels habitatges hi vivien persones soles el 14,7% de les quals corresponia a persones de 65 anys o més que vivien soles. El nombre mitjà de persones vivint en cada habitatge era de 2,42 i el nombre mitjà de persones que vivien en cada família era de 2,88.
Per edats la població es repartia de la següent manera: un 24% tenia menys de 18 anys, un 8,8% entre 18 i 24, un 25,2% entre 25 i 44, un 24,6% de 45 a 60 i un 17,3% 65 anys o més.
L'edat mediana era de 40 anys. Per cada 100 dones de 18 o més anys hi havia 85,2 homes.
La renda mediana per habitatge era de 32.727 $ i la renda mediana per família de 38.750 $. Els homes tenien una renda mediana de 28.417 $ mentre que les dones 19.773 $. La renda per capita de la població era de 16.372 $. Entorn del 4% de les famílies i l'11% de la població estaven per davall del llindar de pobresa.

## Poblacions més properes
El següent diagrama mostra les poblacions més properes.